# Loxioda lutealis
Loxioda lutealis är en fjärilsart som beskrevs av Pieter Cornelius Tobias Snellen 1884. Loxioda lutealis ingår i släktet Loxioda och familjen nattflyn. Inga underarter finns listade i Catalogue of Life.